# Эвиппа (возлюбленная Одиссея)
Эвиппа (др.-греч. Εὐίππη) — персонаж греческой мифологии, царевна Эпира. Возлюбленная Одиссея, мать Эвриала.

## В мифологии
Античные авторы называют Эвиппу дочерью царя Эпира Тиримма. Когда в Эпире появился Одиссей, ушедший в изгнание с Итаки после избиения женихов Пенелопы, Тиримм принял его как дорогого гостя. Эвиппа стала возлюбленной героя и родила ему сына, получившего имя Эвриал (в альтернативных версиях — Леонтофрон или Дорикл). Позже Одиссей вернулся на родину. Дождавшись, пока Эвриал вырастет, Эвиппа отправила его на поиски отца, снабдив письмом. Однако Эвриал был убит Одиссеем из-за козней Пенелопы.
Перу Софокла принадлежит трагедия «Эвриал», текст которой полностью утрачен. Миф об Эвиппе — одна из многочисленных легенд, связанных с матрилокальным браком, при котором супруги живут в составе рода жены. В таких легендах герой во время путешествия вступает в недолгую связь с царевной, та рожает сына, который, повзрослев, отправляется на его поиски. При встрече два героя не узнают друг друга, и завязывается схватка, в которой один из участников погибает. В истории Эвриала антиковеды видят своеобразное дублирование мифа о гибели Одиссея от руки другого сына — Телегона. Соответственно Эвиппа может считаться «двойником» Кирки.